# 小林化工
小林化工株式会社（こばやしかこう）は、福井県あわら市に本社を置き、かつて後発医薬品の製造・販売を行っていた企業である。2023年4月1日に製造販売承認を有する医薬品の薬価削除および承認整理を行い、医薬品製造販売業許可を廃止した。

## 沿革
1946年12月、福井県製薬会社より独立し、小林製薬所創業。一般用医薬品や配置薬の製造を行った。1961年4月に法人化し、小林化工株式会社設立。医療用医薬品の製造販売を開始した。2020年にオリックスと資本業務提携し、同社の連結子会社となった。
2023年4月1日に、製造販売承認を有する医薬品の薬価削除および承認整理を行い、医薬品製造販売業許可を廃止した。

## 製品
経口剤や注射剤などの後発医薬品の製造・販売を行う。服薬しやすい剤形や、誤投与による医療事故を起きにくくする視認性の高い容器の開発も行っている。1997年にはアシクロビル注射剤の液剤化に成功し、2001年に福井県科学技術顕彰奨励賞を受賞。2010年にはメサラジン顆粒50%「AKP」の開発で、ジェネリック医薬品協議会より「2010年最優秀ジェネリック医薬品賞」を受賞している。

## 成分誤混入による健康被害

### 2019年の自主回収
福井県は2019年（令和元年）10月3日、同社が製造販売する胃・十二指腸潰瘍治療薬『ラニチジン錠75「KN」』『ラニチジン錠150「KN」』で、中国製の原薬「ラニチジン塩酸塩」から基準を超える発癌性物質「N-ニトロソジメチルアミン」(NDMA) が検出されたとして、790万錠を自主回収すると発表した。当該ロットは全国47都道府県の1,000を越える病院・調剤薬局に流通。同日時点で重篤な健康被害が発生したとの報告はないとしている。

### 2020年の健康被害
2020年（令和2年）12月5日、同社が製造し2020年9月28日から2020年12月3日に出荷された、経口抗真菌薬『イトラコナゾール錠50「MEEK」』において、ベンゾジアゼピン系睡眠薬であるリルマザホン塩酸塩水和物の混入が確認され、健康被害（薬害）が発生しているとして、当該商品の使用停止と自主回収（クラスI：死亡または重篤な健康被害）を公表するに至った。なお、成人の一日量である4錠を服用した場合、混入したリルマザホンの量は最大投与量の10倍となる。
当該商品を処方され服用した患者において、死亡、自動車等の交通事故、救急搬送・入院などの健康被害が報告されている。12月1日から2日にかけて計3人の副作用報告があったが、同社幹部は「毎日のことなので健康被害という認識はなかった」と言う。3日には岐阜県高山市の医師から7人、他府県から2人の計9人の副作用報告があり、高山市の医師の通報が健康被害発覚のきっかけとなった。
前日の12月4日夜、同社の小林広幸社長は福井県庁で記者会見を行い「健康被害の患者に深くおわびする。従業員教育が不足していたと深く反省する」と謝罪した。
同年12月6日、同社は報道各社に提供した自主回収対象品の写真が誤っていたと発表。同社が製造し睡眠導入剤が混入した当該ロット約10万錠はMeiji Seika ファルマが販売していた。翌12月7日には回収対象を全ロットに拡大。12月9日、当該錠剤を製造したあわら市の工場に県が立ち入り調査を行った。
同年12月10日には、処方され服用した70代の患者が死亡。本件では初の死者となった。同社は当初「服用との関連性は薄い」としていたが、のちに一転して因果関係を認めた。
処方された患者は、2歳の小児を含む31都道府県364人に及ぶ。同年12月11日、同社は全国の処方患者を特定し、全員に服用中止を呼びかける連絡をしたと発表した。
同年12月13日、福井県警察は同社関係者から任意で事情聴取。さらに県と厚生労働省は、医薬品医療機器法（薬機法）違反の可能性があるとして立ち入り調査をした。
薬機法では医薬品の製造販売について、製薬会社に対し、製造手順を作成して厚労省から承認を受け、その記録に基づき品質をチェックした上で出荷することを義務付けている。
同年12月16日の報道によれば、当該商品の製造過程において成分の追加投入を行う際、睡眠導入剤を誤投入したことが作業記録から判明。しかも厚生労働省が承認した製造手順では、追加投入は認められていなかった。本来は2人組で指差確認しながら行う作業を1人でさせており、作業を熟知していない従業員が睡眠導入剤を誤投入した上、その後の工程でもチェックしていなかった。また同年7月には、出荷前の成分分析によるサンプル検査の結果、異物混入を示唆するデータが検出されたにもかかわらず見過ごされるなど。法令違反・内規違反が相次いで発覚。安全確認を怠ったとして、県と厚労省が行政処分（業務停止命令）を検討中と伝えられた。
同年12月17日、同社は当該薬を処方された患者に対し、薬を服用したか否かを問わず一律30万円の見舞金を支払うと発表した。また12月10日に死亡した患者とは別にもう1人死亡していたことも明らかにした。同日、日本ジェネリック製薬協会は同日開催した協会理事会において、同社に対し協会理事の役職停止を決定したと発表した。
同年12月21日、薬機法違反の疑いで、厚労省は福井県と合同で同社に立ち入り調査した。調査には医薬品医療機器総合機構 (PMDA) も加わり異例の規模となった。厚労省の担当課長によれば、県による調査で、用量の異なる3種のイトラコナゾール錠の他にも、未承認の製造手順で複数種類の薬が製造されていたことが判明した。担当課長は取材に対し「あり得ない状況で、ジェネリック医薬品業界、また医薬品業界全体の問題として極めて重大な事案」「会社のガバナンスの問題だ。業務停止命令は免れないだろう」と語った。また担当課長は、厚生労働省の承認と異なる方法で血液製剤を製造したとして、2016年に110日間の業務停止を命じられた化血研の件を挙げ「同等かそれ以上か、かなり厳しい行政処分になる」との見解を示した。
福井新聞は原因について、同社が「原料を取り違えたヒューマンエラー」と説明したことを報じた上で、最終検査でも異常が見落とされるなど、製造工程で何重ものミスや不手際が浮かび上がったとし、専門家より「やり方がずさんという印象を受ける。全体的に管理体制が甘かったのでは」と厳しく指摘したと伝えている。
2020年12月25日、同社は自主回収を進める今回の抗真菌薬とは別に、新たに医薬品14製品（外用薬を含む）の自主回収を始め、翌26日には追加で2品目・計16品目の自主回収を発表した。翌27日には健康被害の報告が200件を越えた。
同社は全289製品の出荷を停止しているが、全国の病院や薬局は対応に追われ代替品確保の動きも出ている。病院や薬局の担当者からは同社製品の品質や供給への不安が聞かれるほか「患者のためにも安全確認を急いでほしい」とする声もある。また情報公開が全く行われておらず、医療機関としては苦慮しているという指摘のほか、患者側の金銭的負担にも直結することから「ジェネリックそのものが悪い」という風潮になっており、影響は大きいとも報じられている。
厚生労働省が今回の問題発覚後に社長や担当役員ら経営陣が製造現場を確認していなかったとして、問題視していることが2020年12月29日までに取材で分かった。厚労省監視指導・麻薬対策課監視指導室の室長が、12月21日に同社へ立ち入り調査した担当課長の話を代理で「立ち入り検査の際に、事案発生以降、経営層が誰も現場を確認していないことが判明している」と説明。さらに「今回の事案を非常に軽く見ているか、現場のことは現場に任せるといったメンタリティーが感じられた」と同社の姿勢を批判した。小林化工は福井新聞の取材に対し「厚労省のコメントに対して申し上げられることはない」としている。
2021年（令和3年）1月6日、福井新聞は製薬業界が協調して供給調整に乗り出すと日本製薬団体連合会への取材で分かったと報道した。同社が全製品を出荷停止し全国の病院や薬局で供給不安が生じていることを受けたもので、国内で同社が高いシェアを持つ13成分の医薬品（抗菌薬「バンコマイシン」や、抗てんかん薬「バルプロ酸ナトリウム」などが対象）で、製薬各社が同一成分の製品の増産などを行うとも伝えている。
2021年1月24日、讀賣新聞は今回事案の発覚となった抗真菌薬について、国の承認とは異なる製造手順を記した「裏手順書」が十数年前から製造現場で使われていたことが、関係者への取材でわかったと伝えた。福井県は違法な手順による製造が常態化し、健康被害につながった事態を重く見て、薬機法に基づき、同社に対し業務停止命令を出す方向で検討していたが、同月27日、福井県は過去最長となる116日間の業務停止命令の処分を出す方針を固めたことが関係者への取材で分かったと伝えられた。既に同社側に処分方針を通知しており、弁明する機会を与えた上で2月前半にも正式に処分を決める見通しである。
2021年1月、日本保険薬局協会（事務局：東京都） 医療制度検討委員会の「イトラコナゾール錠50「MEEK」の回収に関する調査結果報告」において、今回の件で薬局にて苦労したことは「代替品の調達」、次いで「患者やその家族への連絡、説明」・「本件の対応における情報収集」であったと報告された。
後述の業務停止命令など一連の問題を受けて、Meiji Seika ファルマなどの製薬企業は同社を製造販売元とする5成分の販売中止などを検討をしている事が伝えられている。
2021年3月2日、福井新聞は現場を知る関係者に取材を行なった。取材の中で、ある錠剤の製造中に別の原薬の粒が混ざり「作業員を集めて、手やふるいで混入した粉体を取り除いた」ことがあったという。このほか、工場内では錠剤にする工程（打錠）で、欠けるなど不具合が出た場合は一度粉砕して「つなぎ」の材料を入れ直し、再度打錠したケースもあったという。また、定められた場所とは違うエリアで製造したり、製造機器の使用記録にも不記載や改ざんがあったりしたとしている。関係者は取材に対して「本来やってはいけないことで、大丈夫かと心配になった。現場では入社時の研修と全く違うことが行われていて、不審に思う社員もいた」と憤った。同社は会見で「全製品の製造工程と品質試験結果の調査で、イトラコナゾールの混入ロット以外では他成分の混入はないことを確認した」と答えている。福井県は同社の違反事項の詳細について公表していないが、これらの行為は薬機法違反に当たる恐れがあるとする。

#### 業務停止命令
2021年2月9日、福井県は同社に対し薬機法に基づき、116日間の業務停止命令を出した。業務停止命令期間は同年2月10日から6月5日までの116日間。県によると、少なくとも2005年から、厚生労働省が承認していない手順書に従い医薬品の製造を行い、小林社長も把握していた。作業員教育は口頭のみで、立ち入り調査に備えて虚偽の製造記録を作成。1970年代の終わりごろから出荷前の品質試験を一部行わず、結果を捏造していた。行政処分では「製造販売業許可取り消し」が最も重いが、県は同社が被害者への補償を進めていることを理由に、県の内規で定めた期間の上限である116日間の業務停止命令とした。
この命令処分を受け同社は2月9日に会見を開き、席上で小林広幸社長は「順守すべき基準を軽視してしまい、品質を何よりも優先するという当たり前のことが実践できていなかった」と陳謝。問題に道筋をつけた後に辞任する意向を示した。同日、日本ジェネリック製薬協会は同日付で「法律に対して重大な違反を犯した」として、小林化工を同協会から除名したと伝えられた。
読売新聞の2021年2月11日社説は、今回の行政処分について「服用した人の7割を超す200人以上が意識消失などの健康被害を訴え、2人が死亡している。結果の重大性からすれば、処分はこれでも軽すぎるだろう」「社長は十数年前から実態を把握していたという。第三者委員会のほか、捜査当局にもしっかり調べてもらいたい」と、会社側の姿勢などを指摘すると共に、「業界の信頼回復が急務である。（製薬）各社が薬の製造工程などを改めて点検するのはもちろん、行政も抜き打ち調査の実施などで、チェック機能を強化せねばならない。」と述べている。また中日新聞は福井県知事杉本達治が2月12日、県から同社に百十六日間の業務停止命令を出してから初めて定例会見に臨み「混入はあってはならないことで憤りを感じる。全く安全意識、順法意識がないのではないかと思われるくらいだ」と述べた事を伝えた。
2021年6月6日、同社は福井県より命令を受けた、薬機法違反による第一種医薬品製造販売業の許可に係る製造販売業務、及び矢地工場における医薬品製造業の許可に係る製造業務に対する業務停止の期間を満了したことを発表した。
一部製品の業務停止除外
2021年2月22日、福井県は同社の一部の薬品製造を業務停止から除外すると発表した。対象製品について県は「医療上の必要性が高く、安定供給に支障がなくなるまでの間に限り、除外する」としている。
補助金返還命令へ
2021年4月、福井県とあわら市は小林化工に対し、工場を新設した際に決定した補助金交付の一部返還命令を出す予定と伝えられ、小林化工も返還に応じる意向であると伝えられた。4月12日、小林化工は県と市に合計約5億6千万円の補助金を返還した。

#### 工場等資産譲渡へ
小林化工や同じく2020年度に発覚した日医工による後発薬での品質不正とそれに伴う製造停止に伴い、後発薬の供給不足が発生する状況になっていた。このような状況をいち早く解消するため、後発薬大手のサワイグループホールディングス（サワイGHD）が小林化工と親会社のオリックスに工場設備等の譲渡受け入れを打診、2021年12月3日にサワイGHDが小林化工の後発薬の全工場と関連する部門の人員、物流や研究開発の拠点などの譲渡を受ける契約を締結したと発表した。
サワイGHDは同日に設立したトラストファーマテックを受け皿会社として小林化工からの譲渡資産を2022年3月末に受け入れ、2023年4月より出荷を開始する予定となっており、譲渡後小林化工は被害者への補償を継続しつつ、自社による医薬品については、医療上必要不可欠なものに付いては他社への承継を進め、それ以外の医薬品についてはや自主回収・承認整理を行うとしている。

#### 事件の影響
この影響で、事前通告無しに抜き打ちで立ち入り調査が行われるなど査察体制が強化され、日医工など複数のメーカーで製造工程の問題が発覚し業務停止命令が続発した結果、医薬品不足が発生。同じ成分の薬を処方せざるを得ない状況が多発している。